# Richardton
Richardton es una ciudad ubicada en el condado de Stark en el estado estadounidense de Dakota del Norte. En el censo de 2010 tenía una población de 529 habitantes y una densidad poblacional de 564,22 personas por km².

## Geografía
Richardton se encuentra ubicada en las coordenadas 46°53′4″N 102°18′56″O / 46.88444, -102.31556. Según la Oficina del Censo de los Estados Unidos, Richardton tiene una superficie total de 0.94 km², de la cual 0.94 km² corresponden a tierra firme y (0%) 0 km² es agua.

## Demografía
Según el censo de 2010, había 529 personas residiendo en Richardton. La densidad de población era de 564,22 hab./km². De los 529 habitantes, Richardton estaba compuesto por el 98.3% blancos, el 0% eran afroamericanos, el 0.76% eran amerindios, el 0.19% eran asiáticos, el 0% eran isleños del Pacífico, el 0.57% eran de otras razas y el 0.19% pertenecían a dos o más razas. Del total de la población el 2.27% eran hispanos o latinos de cualquier raza.